# Emmanuel Kiwanuka Nsubuga
Emmanuel Kiwanuka Nsubuga (Kisule, 5 novembre 1914 – Colonia, 20 aprile 1991) è stato un cardinale e arcivescovo cattolico ugandese.

## Biografia
Nacque a Kisule, in Uganda, il 5 novembre 1914.
Fu ordinato presbitero il 15 dicembre 1946.
Fu vicario generale dell'arcidiocesi di Kampala dal 1961 al 1966; nel 1966 anche vicario capitolare, fino all'elezione ad arcivescovo di Kampala il 5 agosto dello stesso anno. Il 30 ottobre fu consacrato vescovo dal cardinale Laurean Rugambwa.
Dal 1967 al 1975 fu presidente della Conferenza episcopale ugandese.
Papa Paolo VI lo elevò al rango di cardinale nel concistoro del 24 maggio 1976 e fu il primo cardinale ugandese. Ricevette il titolo di Santa Maria Nuova. Partecipò ai due conclavi del 1978, che videro l'elezione di Giovanni Paolo I e Giovanni Paolo II.
Si dimise dal governo pastorale dell'arcidiocesi l'8 febbraio 1990, per raggiunti limiti d'età.
Morì il 20 aprile 1991 all'età di 76 anni ed è sepolto nella cattedrale di Kampala.

## Genealogia episcopale e successione apostolica
La genealogia episcopale è:
- Cardinale Scipione Rebiba
- Cardinale Giulio Antonio Santori
- Cardinale Girolamo Bernerio, O.P.
- Arcivescovo Galeazzo Sanvitale
- Cardinale Ludovico Ludovisi
- Cardinale Luigi Caetani
- Cardinale Ulderico Carpegna
- Cardinale Paluzzo Paluzzi Altieri degli Albertoni
- Papa Benedetto XIII
- Papa Benedetto XIV
- Papa Clemente XIII
- Cardinale Bernardino Giraud
- Cardinale Alessandro Mattei
- Cardinale Pietro Francesco Galleffi
- Cardinale Giacomo Filippo Fransoni
- Cardinale Carlo Sacconi
- Cardinale Edward Henry Howard
- Cardinale Mariano Rampolla del Tindaro
- Cardinale Rafael Merry del Val
- Cardinale Arthur Hinsley
- Arcivescovo David Mathew
- Cardinale Laurean Rugambwa
- Cardinale Emmanuel Kiwanuka Nsubuga

La successione apostolica è:
- Vescovo Joseph Bernard Louis Willigers, M.H.M. (1967)
- Vescovo Paul Lokiru Kalanda (1981)
- Vescovo Erasmus Desiderius Wandera (1981)
- Cardinale Emmanuel Wamala (1981)
- Vescovo Joseph Mukwaya (1982)
- Vescovo Matthias Ssekamaanya (1985)
- Vescovo Frederick Drandua (1986)
- Vescovo Egidio Nkaijanabwo (1989)
- Vescovo Joseph Oyanga (1989)